# 蒂尔维亚
蒂尔维亚，是西班牙加泰罗尼亚莱里达省的一个市镇。 总面积9平方公里，总人口119人（2001年），人口密度13人/平方公里。